# Dassault Étendard
Дассо́ «Этанда́р» (фр. Dassault Étendard, фр. Étendard — Штандарт) — французский сверхзвуковой палубный истребитель-бомбардировщик и самолёт-разведчик. Долгое время состоял на вооружении Авиации ВМС Франции. Дассо Этандар стал первым реактивным палубным самолётом французского производства. В качестве самолёта-фоторазведчика применялся НАТО для полётов над Косово в 1999 году.

## История создания
Корейская война 1950-1953 годов показала все преимущества реактивной авиации над поршневой и ведущие авиационные державы вели работы в этом направлении. Для удовлетворения потребностей собственных вооружённых сил, по инициативе Министерства обороны, во Франции также началась работа по созданию собственного боевого самолёта, предназначенного для завоевания превосходства в воздухе, а также способного к нанесению ударов по наземным целям и непосредственной поддержке войск.
Стремясь «догнать» СССР, США и Великобританию, достигших к тому времени немалых успехов в этом направлении, во Франции были начаты такие проекты как SNCASO Тридан (фр. Trident), SFECMAS Жерфо II (фр. Gerfaut II), GAMD Мираж I (фр. Mirage I) и SNCASE Дюрандаль (фр. Durandal). По соображениям безопасности и надёжности, будущий самолёт должен был иметь два двигателя. Ведущие французские авиационные предприятия, участвовавшие в конкурсе, предложили свои проекты перспективного боевого самолёта, из которых, в декабре 1953 года, были отобраны два: Breguet Br.1100 и Dassault Mystère XXII. Оба самолёта были оснащены парой двигателей Turboméca Gabizo с тягой 1100 кг каждый.
Со своей стороны НАТО, по инициативе тогдашнего главнокомандующего Объединёнными вооружёнными силами НАТО в Европе генерал-полковника Лориса Норстэда (англ. Lauris Norstad), в апреле 1954 года объявила тендер на создание многоцелевого лёгкого истребителя для различных европейских производителей (программа LWTSF — Light Weight Tactical Strike Fighter, англ. Лёгкий тактический ударный истребитель).
В то время в Генеральных штабах европейских государств, обсуждались возможные сценарии нападения СССР и его союзников на одну или несколько государств членов НАТО. Предполагалось, что, в случае советского ядерного нападения, одной из важнейших целей для противника будут авиабазы. Нужен был самолёт, способный не только защитить собственные авиабазы, но и нанести контрудар по объектам инфраструктуры противника (аэродромам, дорогам, мостам и так далее).
Как ответ на потребности рынка компанией Дассо Авиасьон было создано несколько прототипов перспективного самолёта, один из которых, в будущем, будет запущен в серию как Étendard IVM/P.

## Модификации

### Étendard II

схема самолёта Étendard II

Незадолго до своего первого полёта проект Dassault Mystère XXII был переименован и стал называться Dassault Étendard II. Первоначально планировалось построить три прототипа: два для ВВС и один — палубный, для авиации ВМС. Последний был известен как Mystère XXII M (фр. Мer — морской). При проектировании нового самолёта за основу были взяты фюзеляж проекта MD 550 Mystère Delta (будущий Mirage I) и крылья низкоплана со стреловидностью 45°, практически идентичные тем, что были использованы на Super Mystère B.2. Работы над обеими моделями уже велись с 1954 года.
Новый самолёт планировалось оснастить двумя двигателями SNECMA R-105, однако на первый прототип были установлены двигатели Turboméca Gabizo. Предполагалось также испытать двигатели Hispano-Suiza R 80.0.
Первый прототип поднялся в воздух 23 июля 1956 года с аэродрома фирмы в Мелун-Виллароше, пилот-испытатель — Поль Будье (фр. Paul Boudier). В соответствии с программой ВВС, на самолёт были установлены две 30 мм пушки и пилоны для ракет, разработанные компанией Matra.
Требования для прототипа ставились — превысить скорость в 1 Мах и подняться на высоту 10000 метров за 6 минут, что не было достигнуто. Самолёт не разгонялся до ожидаемой скорости даже в пикировании, и набирал указанную высоту за 12 минут. Было ясно, что слишком слабые двигатели делают дальнейшие испытания бессмысленными. От проекта отказались, и второй прототип так никогда и не был построен.
Что касается Breguet, то компания построила морскую версию своего прототипа, Br.1100 М, который совершил первый полёт в ноябре 1957 года, но был отвергнут после успеха Étendard IV.

### Étendard IV

#### Étendard IV PМ
В период между 9 декабря 1961 года — в мае 1965 года ВМФ Франции получили 69 Étendard IV M и Étendard IV P. Впервые за свою историю французский флот получил сверхзвуковые самолёты. Étendard IV M оставался в строю до июля 1991 года. Последней эскадрильей, использующей Étendard IV M, была эскадрилья 59 S школы палубной авиации в Йере (фр. Hyères), куда первые Этандары поступили в октябре 1965 года. Всего самолёты этого типа набрали 180 000 часов налёта совершили 25 000 посадок. Étendard IV P оставался в строю в ВМФ Франции до июля 2000 года. Их налёт составил более 200 000 часов.

### Étendard VI
Mystère XXVI был переименован в Étendard VI и являлся дальнейшим развитием Étendard IV. Это был одноместный одномоторный самолёт, специально предназначенный для нанесения ударов по наземным целям, и разработанный в соответствии с требованиями НАТО. 2 ноября 1955 года был получен заказ на строительство трёх прототипов. В итоге были построены только два из них.
Первый прототип поднялся в воздух 15 марта 1957 года с аэродрома в Мелун Виллароше, второй — 14 сентября того же года. Лётчик-испытатель Жерар Мюселли пилотировал оба самолёта. За испытаниями следили заместитель директора лётных испытаний Жан Роберт и инженер-испытатель Бернар Сиго.
Участие в конкурсе НАТО было первой возможностью для дассо работать в рамках международного технического комитета. Конкурс проходил в Brétigny с 16 сентября по 5 октября 1957 года. Дассо представляли Etendard IV и Etendard VI.
НАТО финансировала и продвигала реактивный двигатель Orpheus и Etendard IV, использовавший Snecma Atar 101, был дисквалифицирован, несмотря на отличные показатели.
Политические соображения стали причиной того, что и Etendard VI вскоре выбыл из состязания и контракт, в итоге достался Fiat G.91, к величайшему разочарованию министерства обороны Франции. Было решено не закупать Etendard IV для ВВС Франции и планы прошлого года о закупке 300 самолётов были свёрнуты, а появление многоцелевого истребителя Mirage III вообще поставило под сомнение целесообразность лёгких самолётов тактической поддержки.

## Боевое применение

#### Боснийская война(1992—1995)
Во время наступления сербов на Горажде НАТОвский разведывательный Этендар-IVP получил попадание ракетой ПЗРК Стрела-2, но вернулся на авианосец.

## Состоял на вооружении
Франция
- Авиация ВМС Франции

## Тактико-технические характеристики
| Характеристики                | Étendard II                              | Étendard IV                              | Étendard IV M                             | Étendard IV P                             | Étendard VI  |
| ----------------------------- | ---------------------------------------- | ---------------------------------------- | ----------------------------------------- | ----------------------------------------- | ------------ |
| Длина                         | 12,89                                    | 13,40                                    | 14,35                                     | 14,35                                     | нет данных   |
| Размах крыла, м               | 8,74                                     | 9,04                                     | 9,60                                      | 9,60                                      | нет данных   |
| Нормальная взлётная масса, кг | 4200                                     | нет данных                               | 5800                                      | 5800                                      | нет данных   |
| Двигатель                     | 2 Turboméca Gabizo, мощность — 2×1100 кг | Snecma Atar 101 E, мощность — 3500 л. с. | 1 Snecma Atar 8 °C, мощность — 4500 л. с. | 1 Snecma Atar 8 °C, мощность — 4500 л. с. | 1 Orpheus    |
| Вооружение                    | пушки 30 мм ×2                           |                                          |                                           |                                           |              |
| Максимальная скорость, Мах    | 0,99 М                                   | (1,25)                                   | (1,30)                                    | (1,30)                                    | (нет данных) |
| Практический потолок, м       | нет данных                               |                                          |                                           |                                           |              |